# Nado sincronizado no Campeonato Europeu de Esportes Aquáticos de 2012 - Rotina solo
A prova de rotina solo do nado sincronizado no Campeonato Europeu de Esportes Aquáticos de 2012 foi realizada entre os dias 23 e 26 de maio em Eindhoven nos Países Baixos. 

## Calendário
| Fase    | Data       | Hora  |
| ------- | ---------- | ----- |
| Técnica | 23 de maio | 12:00 |
| Livre   | 24 de maio | 12:00 |
| Final   | 26 de maio | 12:00 |

Todos os horários estão no horário local (UTC+1)

## Medalhistas
| Ouro                    | Prata                | Bronze                 |
| Natalia Ishchenko (RUS) | Andrea Fuentes (ESP) | Lolita Ananasova (UKR) |

## Resultados
Esses foram os resultados da competição.
| Pos.              | Nadadora           | Nacionalidade | Técnica | Técnica | Livre  | Livre | Final  | Final |
| Pos.              | Nadadora           | Nacionalidade | Pontos  | Pos.    | Pontos | Pos.  | Pontos | Pos.  |
| ----------------- | ------------------ | ------------- | ------- | ------- | ------ | ----- | ------ | ----- |
| Medalha de ouro   | Natalia Ishchenko  | Rússia        | 97.400  | 1       | 97.660 | 1     | 97.810 | 1     |
| Medalha de prata  | Andrea Fuentes     | Espanha       | 94.700  | 2       | 95.730 | 2     | 95.900 | 2     |
| Medalha de bronze | Lolita Ananasova   | Ucrânia       | 90.600  | 3       | 91.480 | 3     | 92.250 | 3     |
| 4                 | Despoina Solomou   | Grécia        | 89.600  | 4       | 89.750 | 4     | 89.620 | 4     |
| 5                 | Linda Cerruti      | Itália        | 87.800  | 5       | 88.340 | 5     | 87.750 | 5     |
| 6                 | Nadine Brandl      | Áustria       | 84.100  | 6       | 84.200 | 6     | 84.570 | 6     |
| 7                 | Pamela Fischer     | Suíça         | 83.800  | 7       | 83.560 | 7     | 83.970 | 7     |
| 8                 | Margot de Graaf    | Países Baixos | 82.800  | 8       | 82.850 | 8     | 82.100 | 8     |
| 9                 | Kyra Feissner      | Alemanha      | 80.300  | 9       | 80.420 | 9     | 80.340 | 9     |
| 10                | Iryna Limanouskaya | Bielorrússia  | 78.800  | 10      | 77.650 | 10    | 77.290 | 10    |
| 11                | Kalina Yordanova   | Bulgária      | 76.900  | 11      | 77.090 | 11    | 76.710 | 11    |
| 12                | Tugce Tanis        | Turquia       | 73.900  | 12      | 74.040 | 12    | 73.770 | 12    |
| 13                | Malin Gerdin       | Suécia        | 73.600  | 13      | 73.890 | 13    |        |       |
| 14                | Jasmin Gronman     | Finlândia     | 71.500  | 14      | 70.880 | 14    |        |       |
| 15                | Sandra Kaczmarek   | Polónia       | 70.100  | 15      | 68.890 | 15    |        |       |